# إدوين هاريسون
إدوين هاريسون (بالإنجليزية: Edwin Harrison)‏ هو لاعب كرة قدم أمريكية ولاعب كرة القدم الكندية أمريكي، ولد في 18 نوفمبر 1984 في هيوستن في الولايات المتحدة.